# Southern African Development Community
Southern African Development Community (SADC) er en organisation for fremme af samarbejde omkring økonomisk udvikling i det sydlige Afrika. Hovedkontoret ligger i Gaborone i Botswana.
SADC har 15 medlemslande: Angola, Botswana, Demokratiske Republik Congo, Lesotho, Madagaskar, Malawi, Mauritius, Moçambique, Namibia, Seychellerne, Sydafrika, Swaziland, Tanzania, Zambia og Zimbabwe.
Organisationen dannedes i 1992 som en videreudvikling af Southern African Development Coordination Conference, SADCC.
SADCC oprettedes i 1980 af Frontlinjestaterne (FLS). Anledningen til oprettelsen var dels at man ville fremme regionalt samarbejde i det sydlige Afrika, og dels for at kunne modarbejde det daværende Apartheid-regime i Sydafrika.